# フヨウ属
フヨウ属、芙蓉属（フヨウぞく; Hibiscus）はアオイ目アオイ科の植物群。
北半球各地の熱帯・亜熱帯、一部の温帯に分布し、原種（野生種）は約250種。1年草、2年草、多年草の草本から、低木、高木まで様々である。その多くは、食用、繊維用、観賞用などとして栽培される。なお、英名 Hibiscus は属名であり、またそこに属する種の総称であるが、日本語「ハイビスカス」はより狭い意味で用いられることが多い。
英語では種によって hibiscus、rosemallow などの名が使われるほか、会話などでは、別属タチアオイと区別をせずに hollyhock と呼ぶ場合も多い。

## 概要

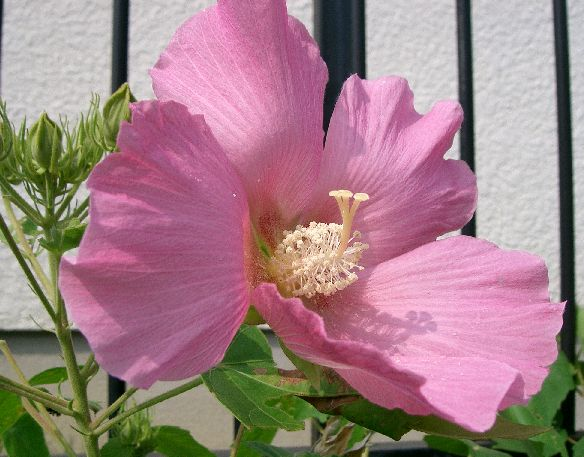
フヨウ

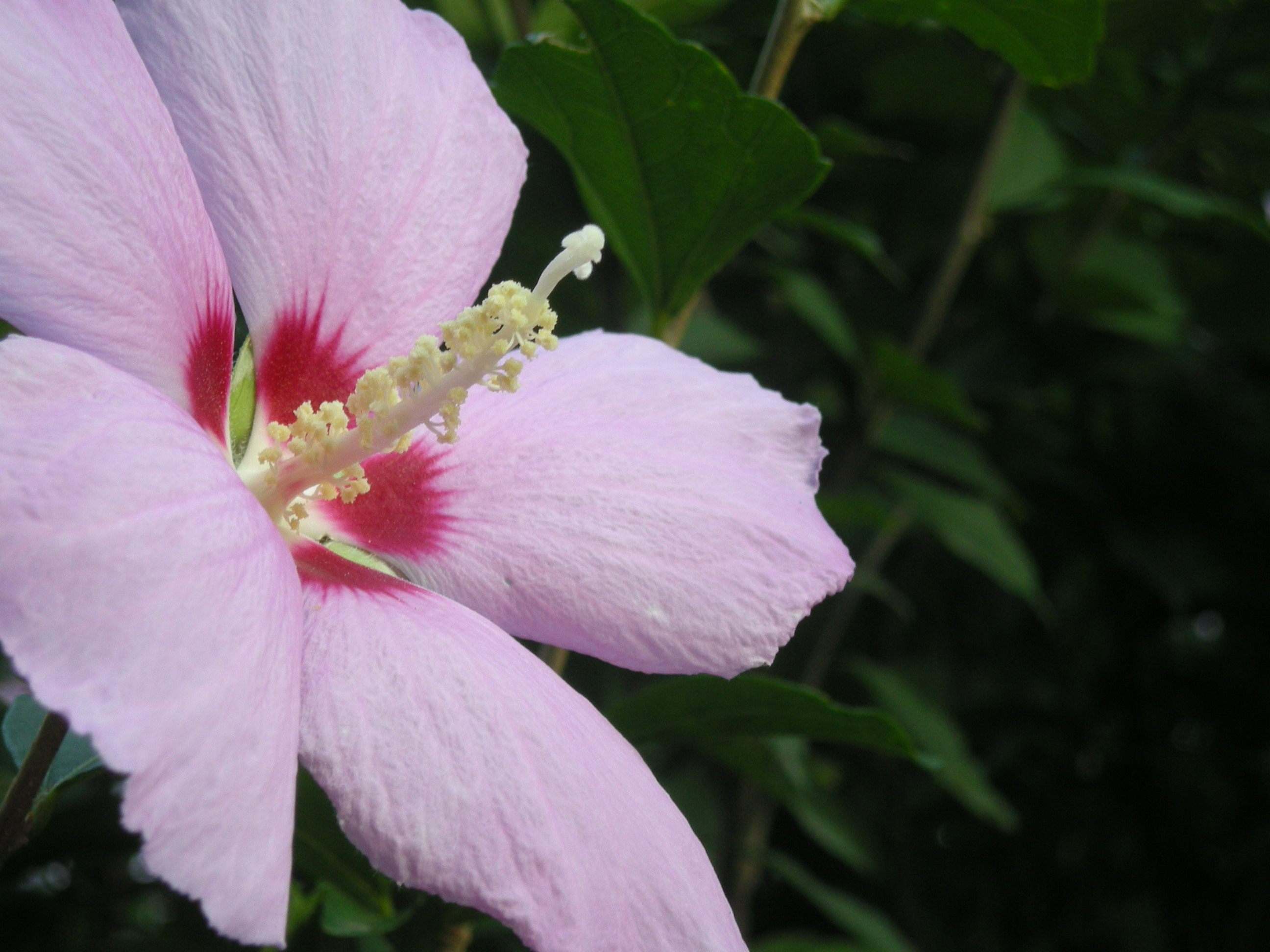
ムクゲ

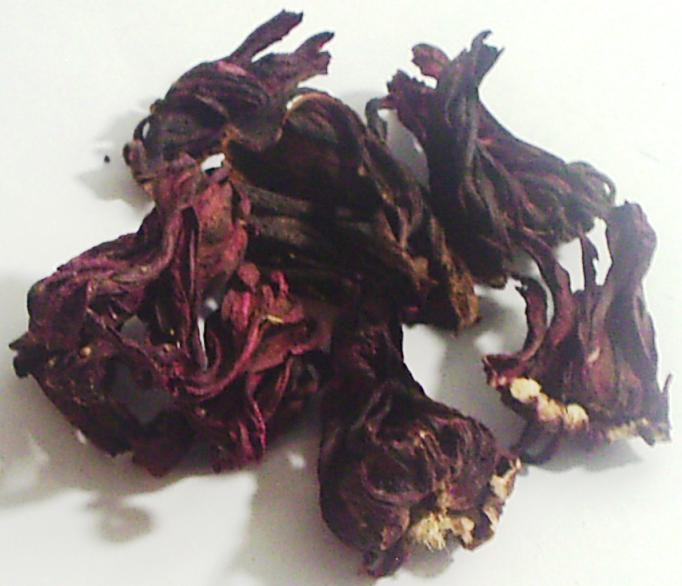
ハイビスカス・ティー（乾燥したローゼルの花）

アオイ科の落葉低木で、約200種が知られている。花弁は5枚。花は両性で放射相称を呈する。朝に花が開き、夕方にはしぼんで、次の朝には開くというかたちで開花する。半耐寒性のため、関東地方以西の暖地なら庭植えで栽培できる。寒地では晩秋に地上部が枯れてしまうが、枯死しなければ、春から枝を伸ばしながら花芽を分化させて開花する。葉の形は変化に富む。フヨウ属に属する観賞植物にフヨウ、ムクゲ、ブッソウゲなどがあり、絵文字では🌺で表される。

## 主な種
主な種は以下のとおり。
- Hibiscus mutabilis フヨウ - 西日本から沖縄県にかけてよくみられる。観賞用に栽培されることが多い。
- Hibiscus makinoi サキシマフヨウ - 鹿児島県西部の島から台湾にかけて分布する。
- Hibiscus syriacus ムクゲ - 庭木として親しまれている。3mを越える高さに成長する。大韓民国の国花。
- Hibiscus rosa-sinensis ブッソウゲ - 「ハイビスカス」の語はこれを指していることが多い。英語では Chinese hibiscus。マレーシアの国花。
- Hibiscus coccineus モミジアオイ - 夏の庭でよく見かける。北米原産。
- Hibiscus hamabo ハマボウ - 西日本各地の沿岸部に自生。
- Hibiscus tiliaceus オオハマボウ - 奄美群島以南に分布。別名「ユウナ」。
- Hibiscus sabdariffa ローゼル - いわゆるハイビスカス・ティーに用いる種。
- Hibiscus cannabinus ケナフ - 環境にやさしい植物として一時期日本全国で栽培が流行した。南アジア原産。
- Hibiscus trionum ギンセンカ (銀銭花) - 淡い黄味がかった花色と、丸みのある姿を持つ。朝8時に開花して、9時には萎んでしまうことから、英名は「Flower of an hour（1時間の花）」[1]。

### ハワイのハイビスカス
ハワイ諸島は“ハイビスカス”の改良の中心で、9種の野生種があり、野生種のほかブッソウゲやフウリンブッソウゲなどと導入したハイビスカス類が20世紀初頭から互いに交配され、5,000にのぼるといわれる多数の品種が生まれた。詳細は英語版 Hawaiian hibiscus を参照されたい。

## その他

### ハイビスカス・ティー
アフリカ原産の Hibiscus sabdariffa、すなわちローゼル（英語: roselle)は、 花や果実（正確には肥大した萼）をハーブティー（いわゆるハイビスカス・ティー）に利用する。他のハーブとブレンドされることも多い。ティーは赤く、酸味があり、ビタミンCが豊富であるとされる。

## 画像
- Hibiscus acetosella
グランベリーハイビスカス （アフリカ）
- Hibiscus arnottianus
（ハワイ）
- Hibiscus brackenridgei
（ハワイ）
- Hibiscus cannabinus
ケナフ （アジア）
- Hibiscus clayi
（ハワイ）
- Hibiscus coccineus
モミジアオイ
- Hibiscus denudatus
（北アメリカ南西部）
- Hibiscus hamabo
ハマボウ
- Hibiscus insularis
（フィリップ島）
- Hibiscus moscheutos
アメリカフヨウ
- Hibiscus mutabilis
フヨウ
- Hibiscus rhodanthus
（アフリカ）
- Hibiscus rosa-sinensis
ブッソウゲ 
（東南〜東アジア）
- Hibiscus sabdariffa
ローゼル
（熱帯アジア・アフリカ）
- Hibiscus schizopetalus
フウリンブッソウゲ
（アフリカ）
- Hibiscus tiliaceus
オオハマボウ （オセアニア、東南アジア）
- Hibiscus trionum
ギンセンカ （地中海沿岸）
- Hibiscus waimeae
（ハワイ）